# Slaget på Fælleden
Slaget på Fælleden var en våldsam konflikt mellan arbetare, militär och polis, söndagen den 5 maj 1872 på Nørrefælled i Köpenhamn.
Bakgrunden var en murarstrejk, som inletts i april, med krav på åtta timmars arbetsdag. 
När strejken såg ut att misslyckas , beslutade Första internationalens danske ledare, Louis Pio, att samla styrkorna till en stor manifestation till stöd för de strejkande och överlämna arbetarrörelsens krav till kronprins Fredrik.
Pio skrev en mycket skarpt formulerad artikel med rubriken "Måttet är rågat" i tidningen Socialisten. 
Artikeln ledde till att polisen förbjöd mötet och arresterade de tre ledarna: Pio, Harald Brix och Paul Geleff.
Tusentals arbetare trotsade förbudet och sina egna ledare som försökt avblåsa manifestationen. 
På Fælleden blev det upplopp när myndigheterna satte in beridna husarer mot folkmassan.
Slaget på Fælleden var den första stora kraftmätningen mellan makthavarna och den framväxande danska arbetarrörelsen och har i den sistnämndas egen historieskrivning antagit närmast mytologiska dimensioner, jämförbara med de svenska Ådalshändelserna.